# Retrato de fase

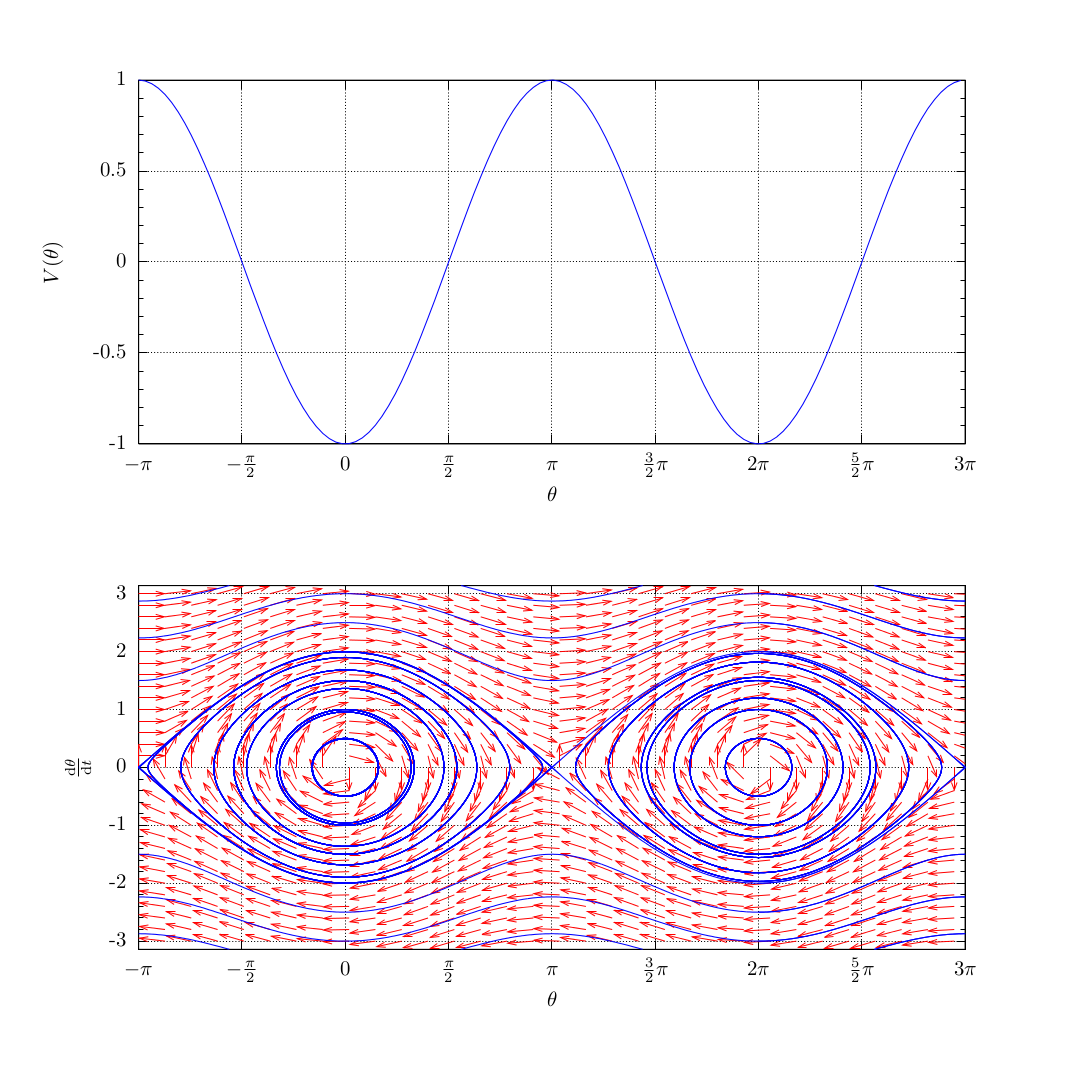
Energía potencial y retrato de fase representando las soluciones de la ecuación del péndulo.

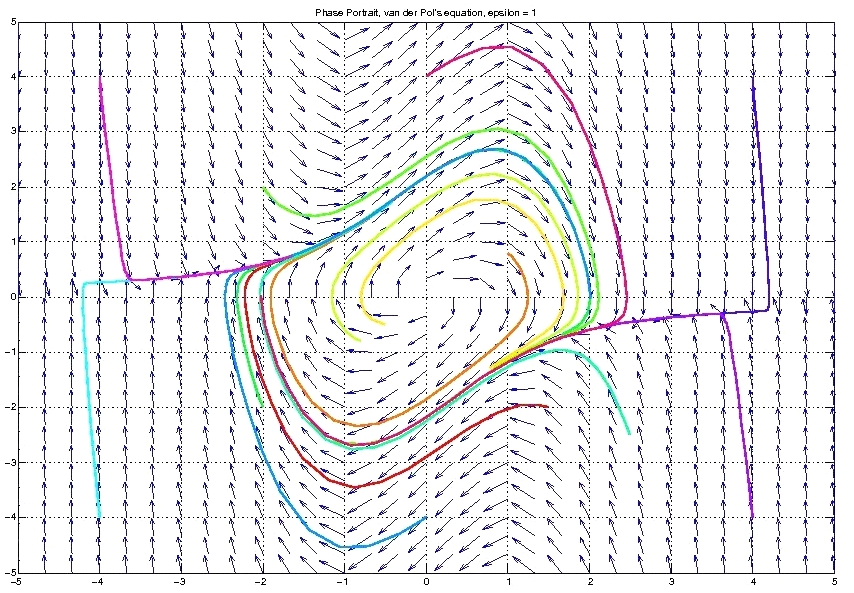
Retrato de fase de la ecuación de Van der Pol,

Un retrato de fase es una representación geométrica de todas las trayectorias de un sistema dinámico en el plano. Cada curva representa una condición inicial diferente.
Un retrato de fase es una herramienta valiosa en el estudio de los sistemas dinámicos autónomos de segundo orden. La configuración de las curvas en el espacio de fase revela información sobre la existencia de atractores, repulsores, ciclos límite. El concepto de equivalencia topológica desempeña un papel importante en la clasificación de los sistemas dinámicos para especificar cuando dos sistemas diferentes muestran el mismo comportamiento cualitativo. Un gráfico de un retrato de fases de un sistema dinámico representa las trayectorias del sistema con flechas y sus estados de equilibrio estable e inestable con puntos.
El péndulo simple es un sistema físico que ejemplifica un retrato de fase, así como el oscilador armónico, donde el retrato de fase se compone de formas elípticas centradas en el origen.